# オデッセイの夜明け作戦
オデッセイの夜明け作戦（オデッセイのよあけさくせん、英語：Operation Odyssey Dawn）は、リビア上空の飛行禁止区域設定を実行するため、アメリカ合衆国が行った軍事作戦名。飛行禁止空域は2011年リビア内戦の最中にムアンマル・アル＝カッザーフィー率いる政府軍の反カダフィ勢力に対する空爆を防ぐ目的で提案され、2011年3月17日に国際連合安全保障理事会において国際連合安全保障理事会決議1973が採択された。
なお、同戦闘におけるイギリスの作戦名はエラミー作戦、カナダはモバイル作戦、フランスはアルマッタン作戦である。

## 展開部隊
- アメリカ海軍
  - 指揮艦「LCC-20 マウント・ホイットニー」
    - ワスプ級強襲揚陸艦「LHD-3 キアサージ」
    - トレントン級ドック型輸送揚陸艦「LPD-15 ポンス」
    - アーレイ・バーク級ミサイル駆逐艦「DDG-52 バリー」
    - アーレイ・バーク級ミサイル駆逐艦「DDG-55 スタウト」
    - ロサンゼルス級原子力潜水艦「SSN-719 プロビデンス」
    - ロサンゼルス級原子力潜水艦「SSN-756 スクラントン」
    - オハイオ級原子力潜水艦「SSGN-728 フロリダ」

## 軍事行動
2011年3月19日、アメリカ軍最初の攻撃として、リビアの首都トリポリや西部ミスラタの近郊など沿岸部の計20ヶ所のリビア軍防空・通信施設を標的に、計114発のトマホーク巡航ミサイルを発射した。これは、リビアの防空施設を破壊し、飛行禁止区域確保のための航空機の飛行を容易にする目的で行われた。フランス空軍は攻撃作戦の第一陣として4機の戦闘機を投入し、ベンガジ郊外2地点で市民の脅威となっているカダフィ軍戦車4両を撃破した。3月20日、リビア時間02:33時ごろ、トリポリでは継続的な対空砲火が確認された。3機のB-2 スピリット爆撃機が40発の爆弾をリビア国内飛行場に投下した。